# Leibniz-Gesamtschule (Duisburg)
Die Gottfried-Wilhelm-Leibniz-Gesamtschule ist eine Schule im Duisburger Stadtteil Hamborn. 1904 gegründet, und später als Leibniz-Gymnasium geführt, wurde sie ab 1980/81 schrittweise in eine Gesamtschule umgewandelt.

## Geschichte

### Gründung
Der erste Vorläufer der späteren Leibniz-Gesamtschule war die 1894 als katholische Rektoratsschule für Knaben von der fünften bis zur achten Klasse. Mit dem Aufbau einer solchen höheren Schule sollte der zunehmenden Industrialisierung Hamborns Rechnung getragen werden, die unter den Zugewanderten auch immer wieder Forderungen nach einer eigenen Schule laut werden ließ. Erste Pläne zu einer solchen Gründung scheinen noch auf Pfarrer Klösges zurückzugehen. Umsetzung fanden die Pläne durch Kaplan Sprenger.
Entsprechend war die gegründete Schule der Abtei Hamborn zugeordnet. Zuerst wurde dort unterrichtet, bis 1902 an der Meidericher Straße (heute: Hamborner Straße) ein neues Gebäude errichtet wurde. Nachdem am 13. Mai 1903 Kardinal Galen die Schule auf den Namen »Norbertinum« geweiht hatte, konnte der Unterricht beginnen. Das Norbertinum sollte bis 1912 noch eigenständig weiterexistieren, ist ab 1904 jedoch nur noch spärlich in Quellen dokumentiert.
1904 wurde parallel zu der »Norbertinum« genannten Anstalt eine kommunale höhere Knabenschule gegründet. Vorangegangen war eine Phase von Streitigkeiten, die als so genannter »Hamborner Kirchenkampf« bezeichnet wurde. Anlass der Auseinandersetzungen war der Antrag der Abtei von 1902 zur Errichtung einer höheren Mädchenschule, der kontrovers diskutiert wurde und Ängste schürte, die Kommune könne diesen Antrag zu Gunsten einer eigenen Anstalt ablehnen. Diese behalf sich damit, die eigene wie die konfessionelle Schule zu genehmigen, was den Streit eindämmte. Genehmigt wurde die Errichtung einer katholischen höheren Mädchenschule, aus der das spätere Abtei-Gymnasium hervorgehen sollte. Dieses stand nun als Geschlechter-Pendant dem Norbertinum zur Seite. Die Gemeinde selbst beschloss zudem, die genannte höhere Knabenschule sowie eine nicht konfessionsgebundene höhere Mädchenschule, das spätere Elly-Heuss-Knapp-Gymnasium aufzubauen.
Die Knabenschule, die unter Direktor Ernst Krahl als Realgymnasium angelegt wurde, fand sich zuerst in der Kaiserstraße 21 (heute: Kaiser-Wilhelm-Straße) in Marxloh in einem vom Landwirt Schulte-Marxloh angemieteten Gebäude. Noch 1904 wurde für ein eigenes Gebäude ein Grundstück an der Moltkestraße erworben. 1907 kam eine »Vorschule« hinzu, die als dreijährige Grundschule den prüfungsfreien Übergang auf das Gymnasium ermöglichte (bis 1921). Ab 1908 wurde mit dem Ausbau der Schule zum reformierten Realgymnasium nach Frankfurter Lehrplan begonnen. 1912 ging das Norbertinum im neuen Realgymnasium auf, dessen Direktor bis 1916 Wilhelm Uelentrup wurde. Für die Zeit des Ersten Weltkrieges sind die Quellen wieder dürftig.

### Nach dem Ersten Weltkrieg
Schon vor 1921 werden Überlegungen laut, eine Realschule aufzubauen und von dem mittlerweile überlaufenen Realgymnasium den entsprechenden Zweig abzuspalten. So wurden seit 1921 entsprechende Klassen geführt. Mit dem Jahr 1925 wurde die Teilung vollzogen. Heinrich Menke, seit 1919 Direktor, war zunächst für beide Zweige zuständig, mit dem Abschluss der Trennung ab 1927 für die zur Oberrealschule ausgebaute Realschule. Für das Realgymnasium, das mit dem Jahr 1927 in das um einen großen Anbau erweiterte Gebäude des alten Norbertinums auf der Meidericher Straße zog, wurde ab dato Martin Eckhardt zuständig.

### Zeit des Nationalsozialismus
Mit der Herrschaft des Nationalsozialismus begann die so genannte Gleichschaltung der Schulen. Bereits 1933 wurde das Realgymnasium nach Albert Leo Schlageter in »Schlageter-Schule – Oberschule für Jungen« umbenannt. Bis 1937 war Eckhardt durch Max Langerhans ersetzt worden. An der Oberrealschule hingegen musste Menke bereits 1933 weichen. Nach zwei Jahren des Interregnums folgte ein Direktor Michel. 1937 wurde die Oberrealschule NS-konform umbenannt in »Tannenberg-Schule«. Neben diversen ideologisch geprägten Stoffen, wie »Rassenkunde« und »Rassenhygiene« und HJ-Verbindungslehrern, scheint sich unter der Oberfläche jedoch ein Traditionalismus dieser »Veräusserlichung des Schulbetriebes« (Kusenberg, 28) widersetzt zu haben – und dies zunehmend mit Kriegsbeginn 1939. Ab 1942 konnte der Schulbetrieb nur noch in der Kinderlandverschickung aufrechterhalten werden.

### Nachkriegszeit und Gegenwart

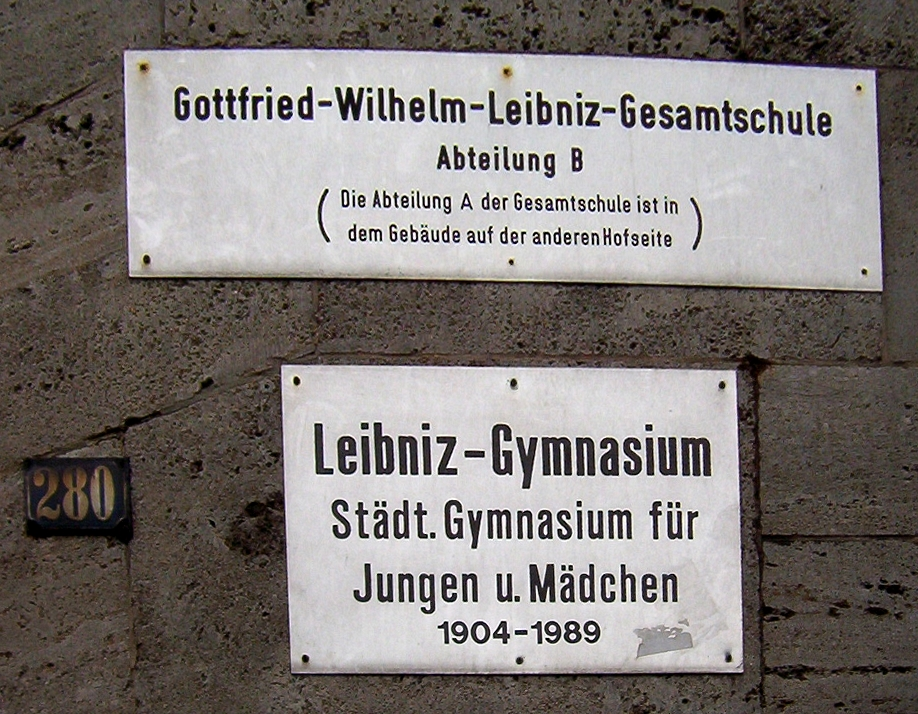
Informationsschilder an der Außenwand des Schulgebäudes

1945 endete der Krieg – für Hamborn am 27. März mit der Besetzung der Stadt durch die US-Armee. Das Gebäude der Oberrealschule in der Moltkestraße (heute: Dahlmannstraße?) war nach Luftangriffen völlig zerstört worden. Das Gebäude des Realgymnasiums an der Meidericher Straße zeigte erhebliche Beschädigungen durch Artilleriebeschuss; lediglich ein Teil des Inventars war durch Lehrer gerettet worden. Dennoch wurde am 22. Oktober der Unterricht wieder aufgenommen. Da die nachgerückten Briten das Gebäude an der Meidericher Straße als Quartier bezogen hatten, wich man auf die Humboldtstraße aus. Realgymnasium und Oberrealschule wurden wieder zu der »Vereinigten Oberschule für Jungen – Duisburg-Hamborn« zusammengeschlossen. 1949 erhielt die nun zunehmend naturwissenschaftlich ausgerichtete Schule den Namen des Universalgelehrten Gottfried Wilhelm Leibniz und hieß nun »Leibniz-Gymnasium – Städtisches naturwissenschaftliches Gymnasium Duisburg-Hamborn«.
Die Schule an der (mittlerweile so benannten) Hamborner Straße erhielt 1959 zur Jägerstraße hin einen Neubau. Als sich nach zehn Jahren die Schülerzahl dennoch nicht mehr bewältigen ließ, wurden 1968 die neusprachlichen Klassen in das neu begründete Clauberg-Gymnasium ausgegliedert, dessen letzter Abiturjahrgang 2010 die Reifeprüfung bestand. 1970 wurde mit den ersten Zulassungen für Mädchen der Übergang zur Koedukation vollzogen. 1977 wurden angrenzend Gebäude für eine Hauptschule gebaut. 1979 feierte die Schule ihr 75-jähriges Bestehen, die letzte Jubiläumsfeier als Gymnasium.

#### Umwandlung in Gesamtschule
1980 beschloss der Stadtrat die Umwandlung des Gymnasiums und der angrenzenden Hauptschule in eine Gesamtschule. 1981 wurden die ersten Schüler für die neue Schulform aufgenommen. 2004 feierte die Schule ihr 100-jähriges Bestehen. Am 28. September 2006 beging die Schule ihr 25-jähriges Bestehen als Gottfried-Wilhelm-Leibniz-Gesamtschule.